# Aegle (nimf)
De nimf Aegle (Oudgrieks: Αἴγλη, Aíglē) is in de Griekse mythologie een van de Naiaden. Samen met haar zussen Erythia, Hesperia, Arethusa en Hesperethusa behoort zij tot de maagdelijke Hesperiden. Aegle zou dan de dochter zijn van Atlas en Hesperis, maar ook worden Nyx en Erebus genoemd. Zelfs een afstamming van alleen Nyx, dus zonder man, wordt genoemd. Tot slot worden Zeus en Neaera genoemd als ouders. Volgens Pausanias was zij, samen met Helios, de moeder van de Gratiën. Echter worden die over het algemeen beschouwd als de dochters van Zeus en Eurynome. Aegle is een personificatie van de glans van het zonnelicht.
Vergilius schrijft over Aegle in het zesde gedicht van zijn boek Bucolica: 
"Chromis en Mnasyllos zagen Silenus in een grot liggen slapen, zijn aderen als altijd gezwollen van de wijn van gisteren. Vlakbij lagen de kransen, net van zijn hoofd gevallen, en zijn zware pul hing aan het versleten handvat. Op hem vallend - want de oude had beiden bedrogen van een beloofd lied - wierpen zij hem in boeien gemaakt van zijn eigen krans. Aegle voegt zich bij hun gezelschap en volgt het schuchtere paar - Aegle, de mooiste van de Naiades - en beschildert, nu zijn ogen opengaan, zijn gezicht en wenkbrauwen met karmozijnrode moerbeien."

## Mythe[2]
De Hesperiden verzorgden de tuin van de godin Gaea, gelegen nabij het Atlasgebergte. In deze tuin stond een boom met gouden appels. Heracles kreeg de opdracht deze appels op te gaan halen, en doodde daarbij de draak die de boom beschermde. Toen de argonauten, op zoek naar drinkwater, bij de tuin aankwamen, hadden de nimfen zich veranderd in aarde en stof. Dankzij de smeekbede van Orpheus kregen de nimfen medelijden met de argonauten, en veranderden ze zichzelf in bomen. Aegle kwam tevoorschijn als een wilg, en vertelde over Heracles die de draak had gedood en van het bronwater had gedronken. Ze wees de argonauten aan waar de bron zich bevond, zodat zij hun dorst konden lessen.
De Egyptische koning Busiris gaf piraten de opdracht om de Hesperiden te ontvoeren. Inmiddels was Heracles teruggekomen, en hij bevrijdde de meisjes van de piraten. Hij schonk de Hesperiden de hoorn van Acheloüs. Dit werd de Hoorn des overvloeds.